# آلکس پینا
آلکس پینا (اسپانیایی: Álex Pina‎؛ زادهٔ ۲۳ ژوئن ۱۹۶۷) فیلم‌نامه‌نویس، کارگردان فیلم و تهیه‌کننده فیلم اهل اسپانیا است. هالیوود ریپورتر، پینا را در فهرست «برترین شورانرهای بین‌المللی سال ۲۰۱۹» خود قرار داد.
از فیلم‌ها یا مجموعه‌های تلویزیونی که وی در آن‌ها نقش داشته‌است، می‌توان به خانواده سرانو، می‌خواهمت، فرار مغزها، مردان پاکو، خانه کاغذی و خطوط سفید اشاره نمود.